# تشو شينكانسن
تشو شينكانسن هو خط قطار مغناطيسي معلق قيد الإنشاء يربط بين مدينة طوكيو وناغويا مع وجود خطة لمده إلي أوساكا ومن المتوقع أن يربط الخط بين مدينة طوكيو وناغويا في غضون 40 دقيقة وطوكيو وأوساكا في غضون 67 دقيقة بسرعة قصوى تبلغ 500 كم في الساعة حوالي 90% من ال 286 طول الخط ستكون نفقية. بدأ إنشاء الخط في 2014 ولا يوجد موعد رسمي حتى الآن للأنتهاء منه